# Фуенте-Аламо (Альбасете)
Фуенте-Аламо (ісп. Fuente-Álamo) — муніципалітет в Іспанії, у складі автономної спільноти Кастилія-Ла-Манча, у провінції Альбасете. Населення — 2673 особи (2010).
Муніципалітет розташований на відстані близько 270 км на південний схід від Мадрида, 50 км на південний схід від Альбасете.

## Демографія
Динаміка населення (INE ):

## Галерея зображень

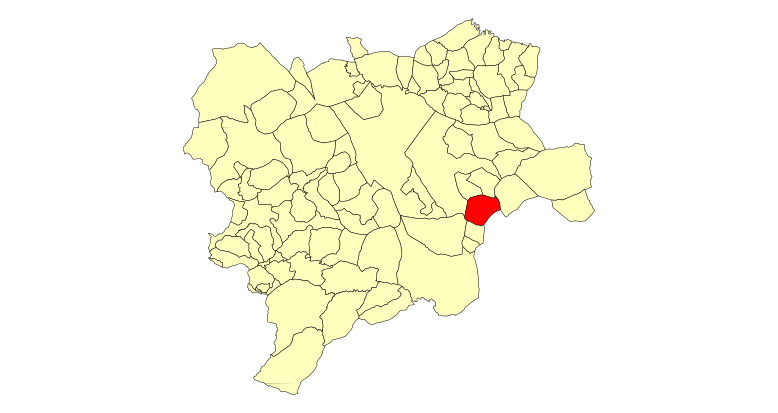
Провінція Альбасете